# 31037 Mydon
31037 Mydon este o planetă minoră (asteroid), cu un diametru de 19,127 km, din Asteroid troian al lui Jupiter. A fost descoperită pe 20 aprilie 1996 la Observatorul European Austral de Eric Walter Elst. 
Obiectul prezintă o orbită caracterizată de o semiaxă mare de 5,2456521 UAi, o excentricitate de 0,129, o înclinație de 7,27735 ° în raport cu ecliptica.